# Peace Corps

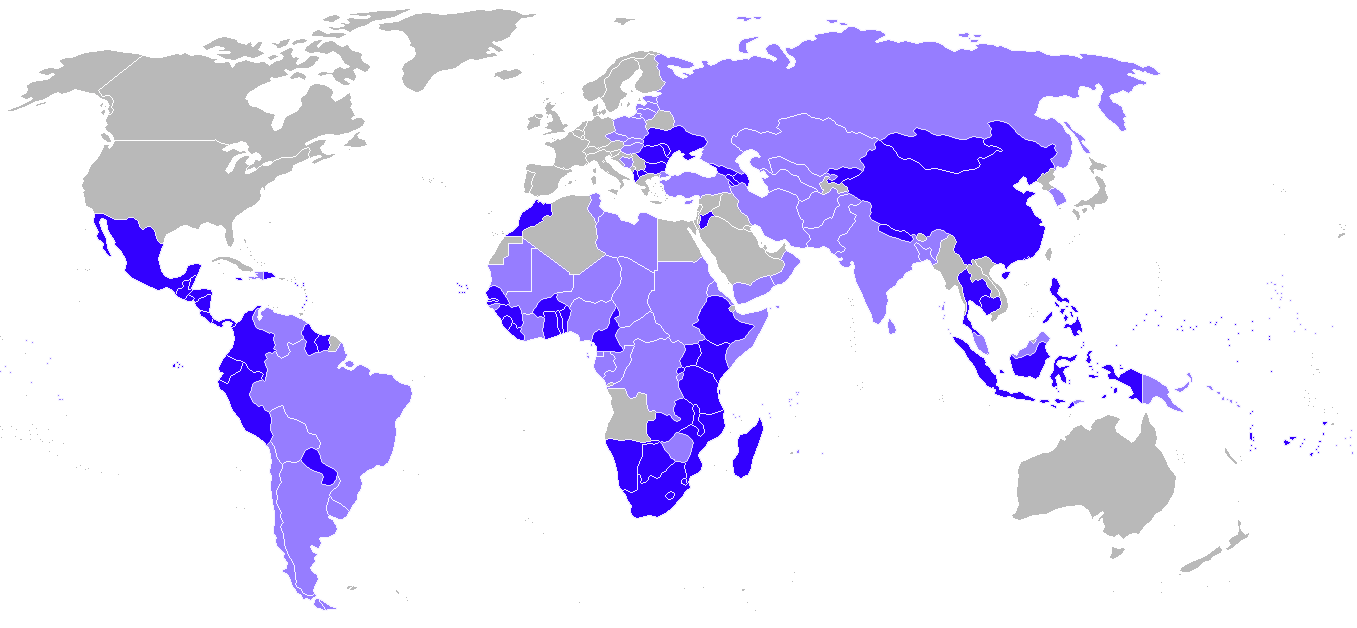
Țările în care Peace Corps este prezentă în acest moment (portocaliu) și în care a fost prezentă cu (violet).

Peace Corps este un program american de voluntariat condus de Guvernul Statelor Unite ale Americii și o agenție guvernamentală cu același nume. Misiunea Peace Corps are trei obiective: furnizarea de asistență tehnică, ajutarea persoanelor din afara Statelor Unite pentru a înțelege cultura americană și ajutarea americanilor să înțeleagă cultura altor țări. În general, activitatea este legată de dezvoltarea economică și socială. Fiecare participant (adică Voluntarul Peace Corps) este cetățean american, de obicei cu diplomă de studii superioare, care lucrează în străinătate pentru o perioadă de 24 de luni, după trei luni de formare. Voluntarii lucrează cu institutii guvernamentale, cu școli, organizații non-profit, organisme non-guvernamentale și cu antreprenori în domeniul educației, foametei la scara globala, afacerilor, tehnologiei informației, agriculturii și mediului inconjurator. 
A fost fondată prin Ordinul Executiv 10924 de pe 1 martie 1961 și autorizat de Congresul Statelor Unite ale Americii pe 22 septembrie 1961.
Din 1961, peste 200.000 de americani s-au alăturat Peace Corps, servind în 139 de țări.